# NGC 3187
NGC 3187 est une galaxie spirale barrée située dans la constellation du Lion. NGC 3187 a été découverte par le physicien irlandais George Stoney en 1850.

## Caractéristiques
Sa vitesse par rapport au fond diffus cosmologique est de 1 901 ± 22 km/s, ce qui correspond à une distance de Hubble de 28,0 ± 2,0 Mpc (∼91,3 millions d'al).
La classe de luminosité de NGC 3187 est III et elle présente une large raie HI. Elle renferme également des régions d'hydrogène ionisé.
En raison d'une brillance de surface égale à 15,30 mag/am2, on peut qualifier NGC 3187 de galaxie à faible brillance de surface (LSB en anglais pour low surface brightness). Les galaxies LSB sont des galaxies diffuses (D) avec une brillance de surface inférieure de moins d'une magnitude à celle du ciel nocturne ambiant.
À ce jour, huit mesures non basées sur le décalage vers le rouge (redshift) donnent une distance de 25,700 ± 10,409 Mpc (∼83,8 millions d'al), ce qui est à l'intérieur des valeurs de la distance de Hubble.

## Groupe compact de Hickson 44

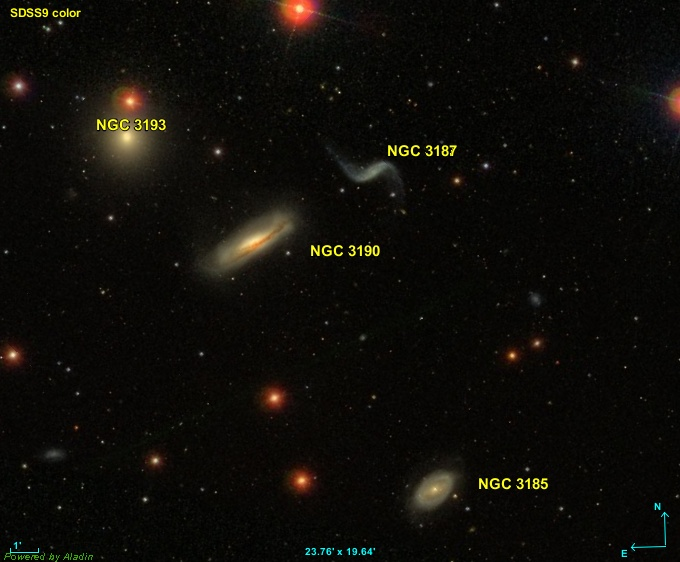
Le groupe compact de Hickson 44.

NGC 3185 (HCG 44c), NGC 3187 (HCG 44d), NGC 3190 (HCG 44a) et NGC 3193 (HCG 44b) forment le Groupe compact de Hickson HCG 44. Les galaxies NGC 3187, NGC 3190 et NGC 3193 apparaissent dans l'atlas d'Halton Arp sous la cote ARP 316.

## Groupe de NGC 3227
NGC 3187 fait partie du groupe de NGC 3227. En plus de NGC 3187 et de NGC 3227, ce groupe comprend au moins 14 autres galaxies dont NGC 3162, NGC 3177, NGC 3185, NGC 3190, NGC 3193, NGC 3213, NGC 3226, NGC 3227, NGC 3287 et NGC 3301.
Sur le site « Un Atlas de l'Univers », Richard Powell place cette galaxie dans le groupe de NGC 3190 avec 4 autres galaxies qui font aussi partie du groupe de NGC 3227 de Garcia, soit NGC 3162, NGC 3185, NGC 3190 et NGC 3193.